# Ventilatorom uzrokovana upala pluća
Ventilatorom uzrokovana upala pluća (VUP) ili pneumonija udružena sa ventilatornom potporom bolesnika je vrsta intrahospitalne infekcije koja se definiše kao infekcija pluća, nastala 48 sati nakon intubacije bolesnika i započinjanja mehaničke ventilacije, bez kliničkih dokaza o prisutnost ili mogućnost razvijanja pneumonije pre i u vreme intubacije. Uzročnici su obično bakterije, a u zavisnosti od vremena nastanka uzrokovana je osetljivim ili rezistentnim sojevima bakterija. Primarni put dospevanja patogena u traheju je kroz tubus – aspiracijom ventilatora, ili difundovanjem bakterija oko kafa endotrahealnog tubusa.
Glavnu ulogu u terapiji bolesti ima rana dijagnoza od koje zavisi izbor antibiotika. Dijagnoza se zasniva na kliničkoj slici, radiografskom nalazu i mikrobiološkim rezultatima. Terapija se sprovodi jednim antibiotikom - monoterapija ili kombinacijom više antibiotika istovremeno.
Kako je praćena visokom stopom mortaliteta, većim troškovima i dužinom lečenja, velika pažnja u njenoj prevenciji pridaje se primeni nefarmakoloških i farmakoloških mera.

## Epidemiologija
Morbiditet/Mortalitet
Učestalost VAP na globalnom nivou je 8-28% intubiranih bolesnika, sa visokom stopom mortaliteta, od 33-50% .
Prema američkim studijama iz 2002.godine kod:
- 21% pacijenata u jedinici intenzivne nege javila se infekcija,
- u 46% slučajeva upala pluća i/ili traheobronhitis,
- u 17% slučajeva traheobronhitis i/ili infekcija urinarnog trakta.[7]

 Pojava VAP-a češća je u pacijenata s akutnim respiratornim distres sindromom (ARDS) (55%) nego kod drugih pacijenata na mehaničkoj ventilaciji (28%). Najvjerojatnije objašnjenje za ovako visoku incidenciju VAP-a u ovoj populaciji je njihova potreba za dužim trajanjem mehaničke ventilacije.
Rizik za razvijanje VAP-a postoji sve dok je pacijentu potrebna ventilacija. jer VAP produžuje boravak u jedinicama intenzivnog lečenja.  
Rizik od smrtnosti kod kritičnih bolesnika je različit, i u zavisnosti je od kategorije pacijenata i vrste mikroorganizmima uzročnika upale pluća. 
Faktori rizika
Na smrtnost utiču:
- patogeneza mikroorganizama,
- odbrambene sposobnosti domaćina,
- odgovarajuća antimikrobna terapija.
- rezistentnost mikroorganizama.[а]
- dužina trajanja mehaničke ventulacije, čija se incidenca povećava sa dužinom trajanja sa 5%, nakon 5 dana mehaničke ventilacije, na 68,8% kod pacijenata koji su bili 30 dana na mehaničkoj ventilaciji.[12]

## Etiopatogeneza
Mnogi smatraju da se VUP prvenstveno javlja zato što endotrahealna ili traheostomska cev omogućava slobodan prolaz bakterijama u donje segmente pluća kod osobe koja često ima probleme sa plućima ili imunitetom. Bakterije putuju u malim kapljicama i kroz endotrahealnu cev i oko manžetne. Često bakterije kolonizuju endotrahealnu ili traheostomsku cev i embolišu se u pluća sa svakim udahom. Bakterije se takođe mogu uneti u pluća procedurama kao što su duboko usisavanje ili bronhoskopija. Druga mogućnost je da bakterije već postoje u sluzi koja oblaže bronhijalno stablo i da ih samo drži pod kontrolom prva linija odbrane tela. Cilijarno delovanje ćelija koje oblažu traheju superiorno pokreću sluz, što dovodi do nakupljanja tečnosti oko naduvane manžetne gde nema ili uopšte nema klirensa za disajne puteve. Bakterije se tada mogu lako kolonizirati bez ometanja, a zatim se povećati u dovoljnom broju da postanu zarazne. Kapljice koje se ubacuju u vazdušni tok i u plućna polja uzdižu se po Bernulijevom principu. Takođe postoji stanje koje se naziva oksidativno oštećenje koje se javlja kada koncentracije čistog kiseonika dođu u produženi kontakt sa ćelijama i to oštećuje cilije ćelija, čime se inhibira njihovo delovanje kao dela prve linije odbrane tela.
Od 2005. godine je kontroverzno da li bakterije putuju iz sinusa ili želuca u pluća. Međutim, širenje u pluća iz krvotoka ili creva je neuobičajeno.
Jednom u plućima, bakterije tada iskorištavaju sve nedostatke u imunološkom sistemu (kao što je zbog neuhranjenosti ili hemoterapije) i razmnožavaju se. Pacijenti sa VUP pokazuju oštećenu funkciju ključnih imunih ćelija, uključujući neutrofile, kako u krvi tako iu alveolarnom prostoru,  pri čemu je ovo oštećenje izazvano proinflamatornim molekulima kao što je C5a.  Smatra  se da su ovi defekti u imunološkoj funkciji uzročno povezani sa razvojem VUP, jer se vide pre nego što se razvije klinička infekcija. Kombinacija oštećenja bakterija i posledica imunog odgovora dovode do poremećaja razmene gasova sa nastalim simptomima.

## Dijagnoza
Dijagnoza kolonizacije od infekcije nije laka. Osim toga, uvek postoji mogućnost postojanja neinfektivnog plućnog procesa. Pristupi za dijagnostikovanje bolnički stečene pneumonije su širokog raspona, od kliničkog neinvazivnog pristupa primenom trahealnog aspirata do invazivnih bronhoskopskih metoda za dobijanje plućnog uzorka. Kontroverze postoje oko toga koji pristup i specifične metode koristiti i što je jelotvornije.   
Nespecifični pristup zasnovann na kliničkoj proceni ima potencijalno štetne posledice i mnogim bolesnicima se bespotrebno propisuju antibiotici, što ih izlaže:
- nepotrebnoj toksičnosti,
- povećava bolničke troškove,
- stvara rezistenciju na mikroorganizame,
- može odložiti dijagnozu pravog uzroka temperature i plućnog infiltrata.

Međutim adekvatna inicijalna antimikrobna terapije je važan činilac za ishod bolesti, što je uticalo na neodložno uvođenje antibiotika širokog spektra u terapiju, uključujući vankomicin, imipenem i ciprofloksacin.
| Definicija ventilatorom uzrokovane upale pluća (VAP).                                                          | Definicija ventilatorom uzrokovane upale pluća (VAP). |
| --- | --- |
| Definitivna upala pluća Klinička sumnja + jedan od sledećih dokaza:                                            | 1. Pozitivna kultura aspirata iz plućnog apscesa 2. Histopatološki dokaz upale pluća na osnovu otvorene biopsije pluća ili postmortalnog pregleda                                                                                        |
| Verovatna upala pluća Klinička sumnja + jedan od sledećih dokaza:                                              | 1. Pozitivan nalaz mikrobiološke kulture u uzorcima iz donjeg disajnog puta 2. Pozitivna kultura krvi nepovezana s drugim izvorom infekcije 3. Pozitivna kultura pleuralne tečnosti, isti mikroorganizam otkriven u donjem disajnom putu |
| Verovatno odsutna upala pluća Nedostatak značajnog rasta u odgovarajućim uzorcima s jednim od sledećih dokaza: | 1. Otklanjanje kliničke sumnje na VAP bez primene antibiotika 2. Alternativna dijagnoza ustanovljena zbog temperature i infiltrata |
| Definitivno odsutna upala pluća                                                                                | 1. Postmortalno nema histoloških znakova plućne infekcije 2. Definitivna alternativna etiologija i negativan odgovarajući uzorak iz donjeg disajnog puta                                                                                 |

## Prevencija
Od mera u prevenciji nastanka ventilatorom uzrokovana upala pluća treba:
- Primenti metode neinvazivne mehaničke ventilacije pluća
- Češće primenjivati orotrahealnu intubaciju i orogastričnu sondu  u odnosu na nazotrahealnu intubaciju i nazogastričnu sondu kako bi se smanjio nastanak nozosinuzitisa.
- Vršiti kontinuiranu aspiracija subglotičkog sekreta.
- Odžavati pritisak kafa endotrahealnog tubusa na nivou 22-25 mmHg, kako bi se smanjilo propuštanje nagomilanog sekreta i bakterija iznad kafa u donje disajne puteve.
- Kontaminirane kondenzate pažljivo prazniti iz sistema u aparatu za mehaničku ventilaciju pluća.
- Vreme trajanja mehaničke ventilacije pluća  skratiti što je moguće više.
- Vršiti kontinuiranu edukacija i trening osoblja na odeljenju intenzivne terapije.
- Pacijente postavljati u polusedeći položaj (30-45°) kako bi se izbegla aspiracija.
- Eneralnu ishranu primeniti kao poželjniju od parenteralne jer smanjuje rizik od komplikacija vezanih za CVK i preventivno smanjuje atrofiju crevne sluzokože.
- Sproovoditi rutinsku profilaksu VAP-a oralnim antibioticima i selektivna dekontaminacija GIT-a.
- Smanjivati orofaringealnu kolonizaciju upotrebom oralnog hlorhesidina kod odabranih bolesnika.
- Povremeno smanjivati ili prekidati nivo sedacije, i izbegavati primenu relaksanata kod ovih bolesnika.[13]

## Napomene
1. ↑  Prepoznavanje pacijenata s rezistentnim mikroorganizmima koriste se dobro poznati faktori rizika, kao što su ranija antimikrobna terapija tokom hospitalizacije, prolongiran ostanak u bolnici i primena aparata  za invazivno lečenje.[11]

## Spoljašnje veze
|  | Molimo Vas, obratite pažnju na važno upozorenje u vezi sa temama iz oblasti medicine (zdravlja). |